# Síndrome de Usher
A síndrome de Usher é uma doença genética que causa surdez e cegueira. É basicamente uma retinite pigmentosa de carácter progressivo combinada com deficiências auditivas graves de natureza congénita.
É normalmente uma doença autossómica recessiva, afectando uma em cada cem mil pessoas.